# یواس‌اس ای‌تی‌ای-۲۱۷
یواس‌اس ای‌تی‌ای-۲۱۷ (به انگلیسی: USS ATA-217) یک کشتی بود که طول آن ۱۹۴' ۶" بود. این کشتی در سال ۱۹۴۴ ساخته شد.